# Эрстед, Андерс Сандё (ботаник)
Андерс Сандё Эрстед (дат. Anders Sandø Ørsted, 21 июня 1816 — 3 сентября 1872) — датский ботаник, миколог и зоолог.

## Имя
В различных источниках встречаются разные формы записи имени Андерса Эрстеда:
- дат. Anders Sandøe Ørsted[3],
- дат. Anders Sandoe Oersted[4],
- дат. Anders Sandö Örsted[4],
- дат. Anders Sandöe Örsted[5].

## Биография
Андерс Сандо Эрстед родился 21 июня 1816 года.
С 1845 по 1848 год Эрстед много путешествовал по Центральной Америке и Вест-Индии и опубликовал множество работ по флоре, концентрируясь на семействах Акантовые и Буковые.
Он внёс значительный вклад в ботанику, описав множество видов растений.
Андерс Сандо Эрстед умер в Копенгагене 3 сентября 1872 года.

## Научная деятельность
Андерс Сандё Эрстед специализировался на водорослях, семенных растениях и на микологии.

## Научные работы
- Planterigets Naturhistorie, 1839.
- Centralamerikas Rubiaceæ (Bestemmelser og Beskrivelser mestendeels af G. Bentham). Journal of the Linnean Society, 1852.
- Mexicos og Centralamerikas Acanthaceer. Videnskabelige Meddelelser fra den Naturhistoriske Forening i Kjøbenhavn, 1854.
- Centralamerika’s Gesneraceer, 1858.
- Gesneraceæ centroamericanæ. Kongelige Danske Videnskabernes Selskabs Skrifter — Naturvidenskabelig og Mathematisk Afdeling, 5.Rk., vol. 5. 1858.
- Myrsineae centroamericanæ et mexicanæ. Videnskabelige Meddelelser fra den Naturhistoriske Forening i Kjøbenhavn, 1861.
- L’Amérique centrale, 1863.
- Recherches sur la classification des Chênes. Mémoires de la Societé d’Histoire Naturelle de Copenhague, 1867.